# Xã North Woodbury, Quận Blair, Pennsylvania
Xã North Woodbury (tiếng Anh: North Woodbury Township) là một xã thuộc quận Blair, tiểu bang Pennsylvania, Hoa Kỳ. Năm 2010, dân số của xã này là 2.644 người.